# إيفيلين أوين
إيفيلين أوين (بالإنجليزية: Evelyn Owen)‏ هو مصمم أسترالي، ولد في 15 مايو 1915 في ولونغونغ في أستراليا، وتوفي في 1 أبريل 1949.